# Блховце
Блховце (слч. Blhovce) насељено је мјесто са административним статусом сеоске општине (слч. obec) у округу Римавска Собота, у Банскобистричком крају, Словачка Република.

## Становништво
| Година:    | 1994. | 2004.   | 2014.   | 2024.   |
| ---------- | ----- | ------- | ------- | ------- |
| Број људи: | 785   | 816     | 798     | 781     |
| Разлика:   |       | +3,94 % | -2,20 % | -2,13 % |

| Година:    | 2023. | 2024.   |
| ---------- | ----- | ------- |
| Број људи: | 783   | 781     |
| Разлика:   |       | -0,25 % |

Према подацима о броју становника из 2011. године насеље је имало 797 становника.